# Тенгизшевройл
Тенгизшевройл (фр. Tengizchevroil, каз. Теңізшевройл) — совместное предприятие, ведущее разработку, добычу, а также сбыт нефти и сопутствующих продуктов. Компания «Тенгизшевройл» является крупнейшим нефтедобывающим предприятием в Казахстане.
Компания была основана 6 апреля 1993 года президентом Республики Казахстан Н. Назарбаевым и американской компанией «Шеврон». Месторождение Тенгиз считается наиболее крупным бриллиантом в короне компании Шеврон. Срок действия договора соглашения о совместном предприятии составляет 40 лет. В 2016 году стартовал проект будущего расширения который позволит увеличить добычу..

## Участники (Учредители)
- Chevron — 50 %,
- Казмунайгаз — 20 %,
- ExxonMobil — 25 %,
- ЛукОйл — 5 %.[4]

## Показатели
Тенгизское нефтяное месторождение было открыто в 1979 году и является одним из самых глубоких и крупнейших нефтяных месторождений в мире.
- В 1993 году в ТШО было произведено 940 тысяч тонн сырой нефти.[3]

Общий объём производства по итогам 1994 года составил 1,8 млн тонн нефти.
- 1998 — объём произведенной товарной нефти составил 8,4 млн тонн.
- Годовая нефтяная добыча составила в 1999 году 9,5 млн тонн.
- 2000 год — добыто и реализовано 10,5 млн тонн нефти.
- В 2001 году объём добычи нефти составил 12,48 миллиона тонн при среднесуточном — 271 тысяча баррелей.[6]
- В 2008 году ТШО достиг показателей, объём производства составил 17,3 миллионов тонн.
- В 2009 году ТШО достиг рекордных показателей, объём производства составил 22,5 миллионов тонн.
- В 2010 году ТШО превысил свой предыдущий рекорд, достигнув объемов добычи в 25,9 млн тонн
- В 2011 году ТШО достиг показателей, объем добычи сырой нефти составили 25,8 млн тонн
- В 2012 году ТШО добыл 24.2 млн тонн сырой нефти
- В 2013 году ТШО достиг показателей, объем производства составил 27.1 млн тонн
- в 2019 году объём производства ТШО достиг 30 млн тонн.

Согласно оценкам извлекаемые запасы нефти в коллекторе Тенгизского месторождения по апрель 2033 года могут составлять от 750 миллионов до 1.1 миллиарда тонн (6-9 млрд баррелей).
На предприятии работают 4,000 работников, около 95 % из которых составляют жители Казахстана.

## Корпоративная ответственность

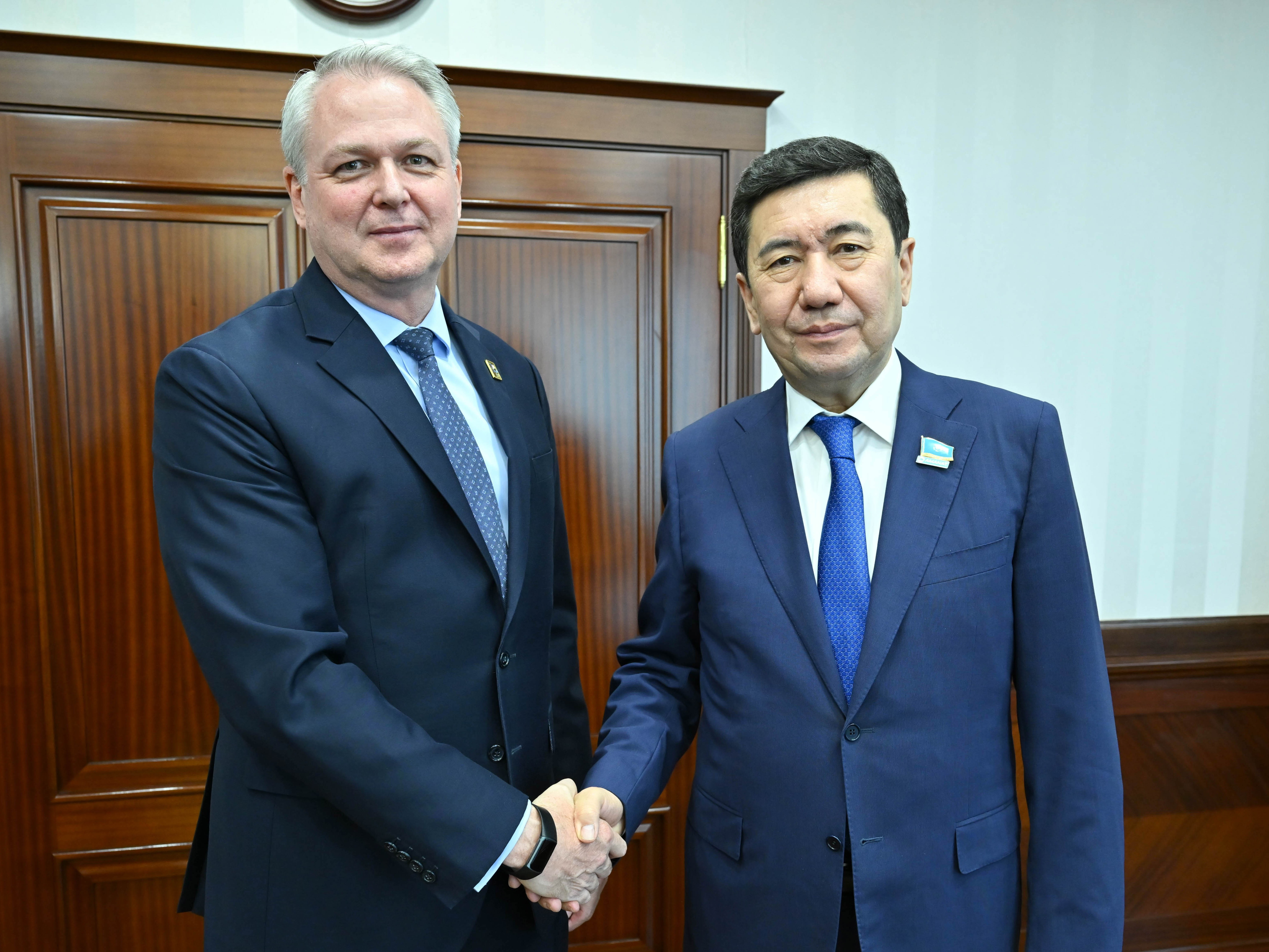
Директор Тенгизшевройл Кевин Лайон и Спикер Мажилиса Парламента Ерлан Кошанов, июль 2023

В рамках добровольной программы «Игилик» ТШО финансирует ряд социальных инфраструктурных проектов в области здравоохранения и образования. Так, в октябре 2002 года в Атырау было завершено строительство школы на 1200 учащихся, полностью профинансированное ТШО в рамках программы «Игилик».
Октябрь 2000 года — Фонд программы «Игилик» составил US$5 млн. На эти средства достроен новый учебный корпус Атырауского университета, произведены работы по берегоукреплению реки Урал и благоустройству города Атырау.
В 2014 году бюджет добровольной социально-инфраструктурной программы «Игилик» составит 25 миллионов долларов США, основная часть которого будет направлена на строительство детских садов и школ в г. Атырау и в Жылыойском районе.